# Complejo Lagunar de Navalcudia-Susana
El Complejo lagunar de Navalcudia-Susana se sitúa justo en la divisoria de cabecera entre las cuencas hidrográficas de los ríos Guadiana-Júcar, consistente en un conjunto hidrogeológico-funcional de numerosas dolinas y lagunas que constituyen el área de alimentación principal, del Sistema Acuífero 24 “Campo de Montiel”, entre los términos municipales de  El Ballestero – El Bonillo – Lezuza. El complejo comprende, no menos de 60 formaciones lagunares, generalmente de tipo artesa, con paredes verticales y poco profundas, con fondo plano, y generalmente identificadas en la zona con el nombre toponímico de navas o navajos. Aunque también se hacen alusión al término “laguna”.
Entre estas 60 formaciones, cabe destacar sólo una veintena, como las más principales y representativas del complejo, y que se reconocen en la zona por topónimos propios (en tabla adjunta):

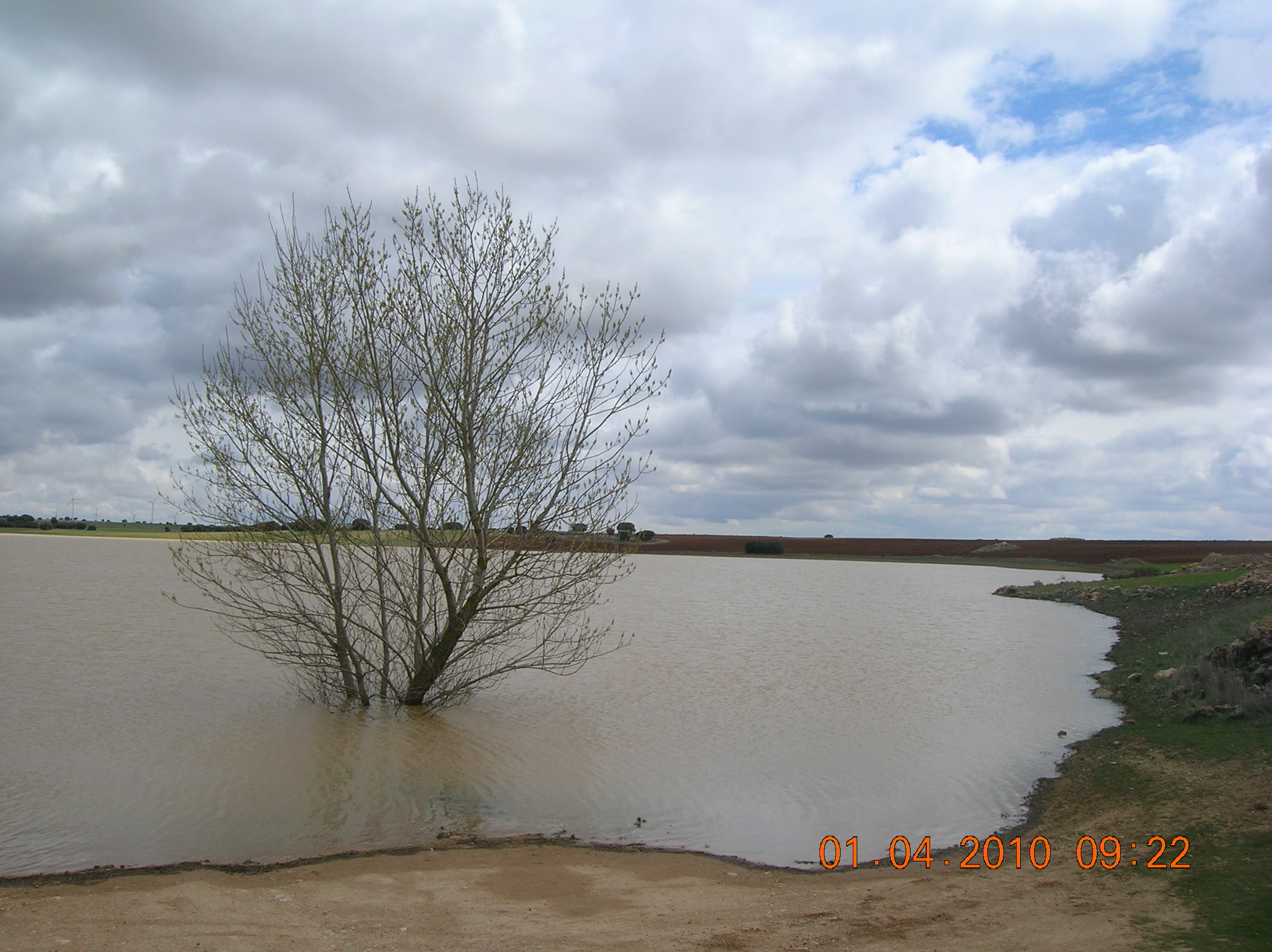
Laguna de Navalcudia, lugar de descarga de las primeras fuentes del río Anas (Guadiana Viejo)

| Laguna de Navalcudia             | Guadiana       | 53,70     | El Bonillo                | Arroyo Alarconcillo               |
| Navajoluengo                     | Guadiana       | 38,40     | El Bonillo                |                                   |
| Nava Conchel                     | Guadiana       | 35,60     | El Bonillo /El Ballestero |                                   |
| Nava Redonda                     | Guadiana       | 22,20     | El Bonillo                |                                   |
| Tabla de La Rabadana             | Guadiana       | 9,10      | El Bonillo                |                                   |
| Navajo de la Sierra              | Guadiana       | 8,00      | El Bonillo                |                                   |
| Navajo del Espino                | Guadiana       | 7,10      | El Ballestero             |                                   |
| Navajo de la Pastora             | Guadiana       | 6,60      | El Ballestero             |                                   |
| Navajo de Guadalpedro            | Guadiana       | 6,15      | El Ballestero             |                                   |
| Navajo Guijoso                   | Guadiana       | 4,20      | El Bonillo                |                                   |
| Navajo Melchores                 | Guadiana       | 3,60      | El Bonillo                |                                   |
| Navajo Conchel                   | Guadiana       | 2,60      | El Ballestero             |                                   |
| Hoyas Los Capitanes (3)          | Guadiana       | 2,30      | El Bonillo                |                                   |
| Navajo de la Hoya de Don Juan    | Guadiana       | 2,00      | El Ballestero             |                                   |
| Charca Manantial Casa del Gramal | Guadiana       | 0,35      | El Bonillo                |                                   |
| Hoyas de Susana (4)              | Guadiana       | 0,65      | El Bonillo                |                                   |
| Laguna Melchores                 | Guadiana/Júcar | 78,80     | El Bonillo                | Laguna Rbla. Gallarda             |
| Navajo de Peribáñez              | Júcar          | 18,25     | El Ballestero             |                                   |
| Navajo de Gil Moya               | Júcar          | 10,10     | El Bonillo                |                                   |
| Laguna de Rambla Gallarda        | Júcar          | 9,25      | El Bonillo                | Río Lezuza (Rambla Gallarda)      |
| Navajo de Navazuela              | Júcar          | 9,00      | El Bonillo                |                                   |
| Lagunillas del Veredón           | Júcar          | 5,75      | El Bonillo                | Río Lezuza (Cañada del Calzadizo) |
| Totales:                         |                | 305,75 ha |                           |                                   |

## Características geomorfológicas y geológicas del Complejo Lagunar
En referencia a las lagunas y charcas manantiales, aunque fundamentalmente también corresponden genéticamente a dolinas,  se diferencian de las hoyas, tablas, navas o navajos, en que las primeras pueden presentar descarga exorreica hacia el exterior del cuerpo de agua; mientras que las segundas, son cuerpos de agua casi exclusivos para la percolación de aguas superficiales hacia el medio subterráneo (acumulación de lluvia o nieve, como flujo exclusivo endorreico). Por tanto,  las primeras, pueden presentar rebosamientos de agua, de manera que puede escapar de los lechos para formar pequeños regueros que se convierten en arroyuelos,  y después, en los primeros tramos de cabecera de los ríos esteparios característico del Campo de Montiel.

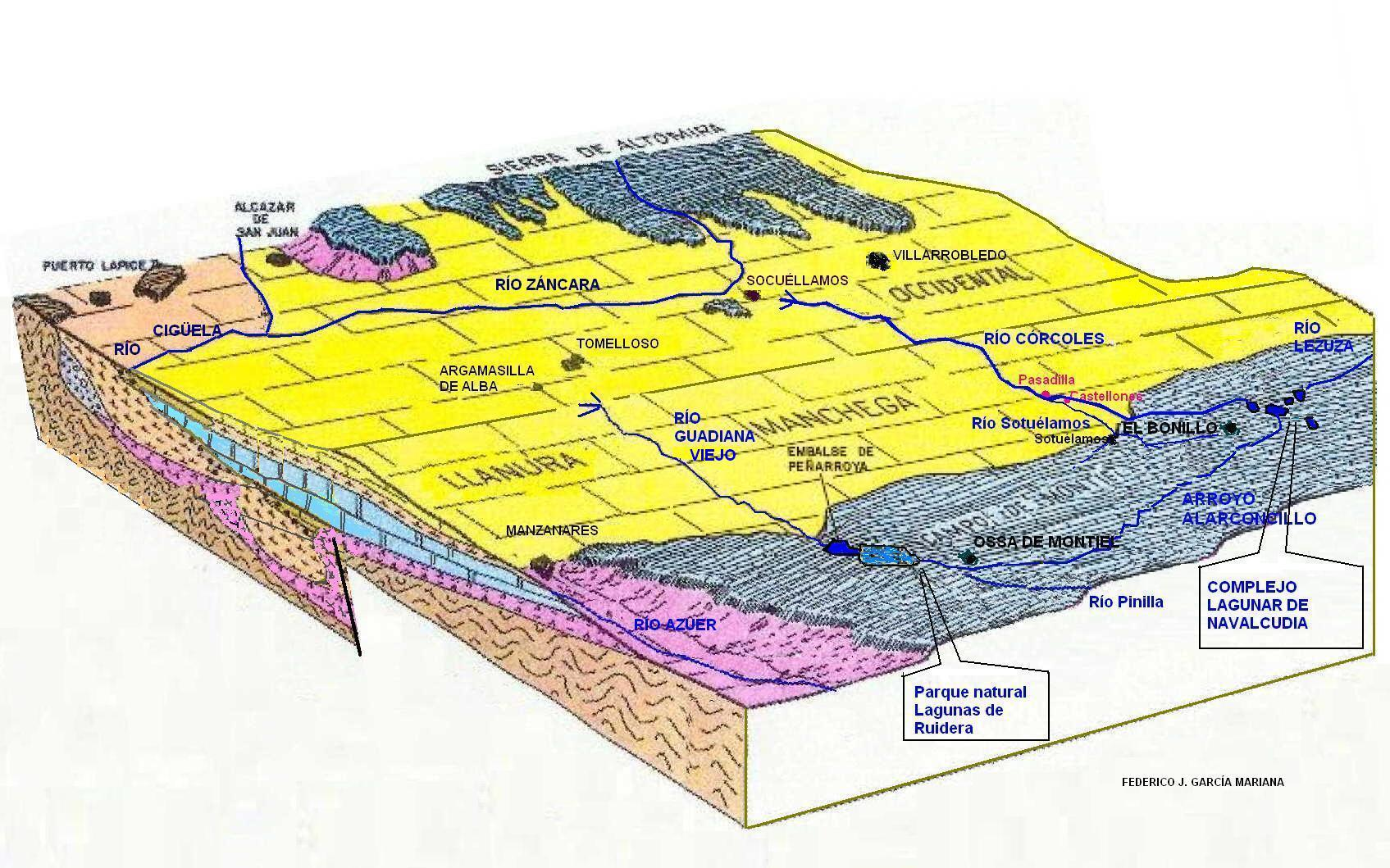
Esquema geomorfológico de localización del Complejo Lagunar de Navalcudia-Susana, en relación con la generación de cauces fluviales para 3 vertientes.

En concreto, en referencia a la cuenca del río Guadiana, merece nombrarse las primeras fuentes de excepción (extraordinarias) localizadas en la Laguna de Navalcudia (altitud 1050 m s. n. m.) junto con alguna otra fuente de cabecera a destacar (fuente de Morcillo, 1020 m s. n. m.), cuyo cauce fluye hacia el Suroeste, como Arroyo de Alarconcillo, hacia las Lagunas de Ruidera; así como, en la Charca-laguna del Gramal (altitud 1041 m s. n. m.) para el nacimiento del río Córcoles, con flujo hacia el Noroeste.  Respecto a la cuenca del Júcar, la localización de parte de las primeras fuentes del río Lezuza (también excepcionales),  se sitúan en el par lagunar de los Melchores-Rambla Gallarda (altitud 1043 m s. n. m.), con flujo hacia el Este; aunque en este caso, las primeras fuentes del río Lezuza por descarga de dolinas, se situarían más al norte, a una cota superior, en las Lagunillas de El Veredón (1050 m s. n. m.).
Se debe partir del concepto, más generalmente aceptado, de que las primeras fuentes de un río se basan en el criterio de considerar su mayor altura respecto al nivel del mar, junto con su mayor longitud relativa para el mismo tramo de orden considerado, como para el caso del río Guadiana Viejo (tramo del Guadiana que se infiltra de nuevo en la meseta); y no en referencia a otros posibles criterios, como su mayor caudal constante (como se ha podido aceptar, en alguna ocasión, para las surgencias de las Lagunas de Ruidera como nacimiento de un río; o el río Pinilla).
Sin embargo, en el complejo lagunar de Navalcudia-Susana, se situarían las primeras fuentes del río Guadiana Viejo, que son las mejores reseñas históricas y emblemáticas para una serie de diversas etnias y civilizaciones que se asentaron por estos lugares.
.

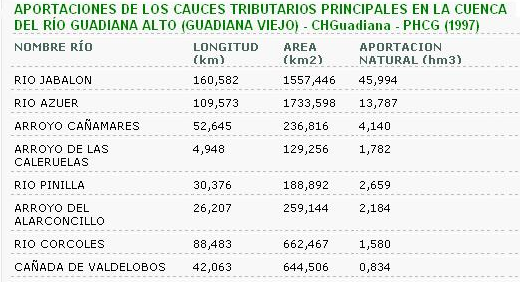
Cauces tributarios principales de la cuenca alta del Guadiana nacientes en el Campo de Montiel

Por otra parte, se debe diferenciar la denominación de "Guadiana Viejo" de "Guadian Alto", ya que esta última haría referencia al tramo de cuenca vertiente de otros tributarios diferentes al Guadiana Viejo que no forman parte de las Lagunas de Ruidera, como tributarios "libres" que se infiltran en la Llanura antes del río Záncara (como el Río Corcoles, Cañada de Canutillo, Cañada de Valdelobos, Cañada de la Fuente del Espino, entre otros).
En concreto, el tramo fluvial que se genera desde la Laguna de Navalcudia hacia las Lagunas de Ruidera, corresponde al arroyo Alarconcillo (primer segmento, la Cañada del Picado de la Losilla), el cual presenta unos recursos de 2,18 hm3/año, para sus solo 26,21 km de longitud, y 259,14 km2 de superficie de subcuenca. Estos valores pueden ser más del 35 % de los recursos propios anuales de un río "verdadero", como puede ser los del mismo río Córcoles, de solamente 1,58 hm3/años (datos de la CHGuadiana, PH-CHG, 1997). O frente a otro de los ríos próximos "rivales", como el río Pinilla, supuestamente más importante por su mayor longitud de 30,38 km (aunque con menos cuenca, de solamente 188,89 km2), que dan unos recursos para el Pinilla de 2,66 hm3/a; es decir, solamente supone el Arroyo de Alarconcillo una proporción menor que el río Pinilla en un 19 % de aportación media anual; pero siendo, en cambio, su cuenca más extensa.
Como conclusión, se deduce que el arroyo de Alarconcillo presenta tanta importancia en sus recursos hídricos como para considerarlo como aportación de las primeras fuentes del Anas hacia las Lagunas de Ruidera (en rivalidad con el río Pinilla). Y presenta las mejores opciones, principalmente por situarse sus fuentes a mayor cota, como para declararlo el tramo verdadero del nacimiento del Guadiana Viejo. Es decir, la primera laguna del tramo fluvial de Ruidera no sería la Laguna Blanca (margen izquierda), sino la Laguna de San Pedro (por la margen derecha), por donde tributa el arroyo de Alarconcillo; además este afluente presenta una mejor calidad geoquímica que el río Pinilla (éste de aguas salobres).

## Características hidrológicas/hidrogeológicas. Humedales de recarga y descarga
El área de emplazamiento del Complejo constituye, a grandes rasgos, una meseta de entre 1.060 a 1.016 m de altura. Las dolinas y lagunas tienen formas redondeadas y algunas elípticas con una dirección casi N-S. Sus dimensiones van desde las 0,25 hasta las 80 ha (rango 1 – 100 ha) .
Las dolinas de menos de 1 ha se denominan “hoyas” (si son endorreicas); y “charcas manantiales” si pueden dar surgencias exorreicas. Para las formaciones extensas de mínimo espesor de lámina de agua, se califican como “tablas”.

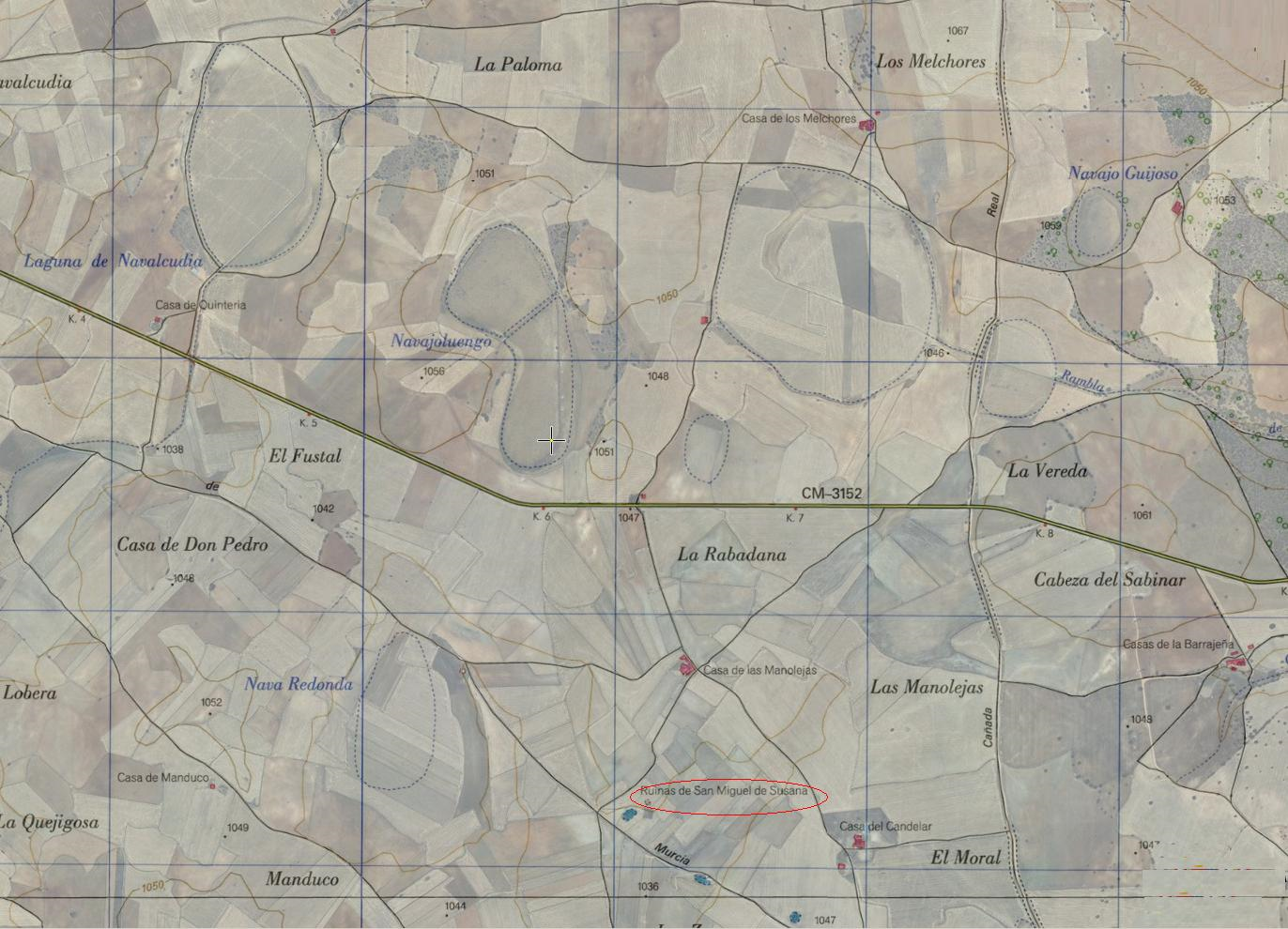
Localización de las principales dolinas y lagunas exorreicas del Complejo lagunar de Navalcudia; y su relación con la generación de los principales ríos esteparios de la cabecera del Guadiana Viejo

Estas dolinas se deben a hundimiento o colapsos del terreno a causa de fenómenos kársticos, que generalmente se sitúan sobre rocas carbonatadas desnudas, aunque sus lechos presenten materiales arcillosos rojizos, procedente de los "residuos" de descalcificación cuaternaria (“terra rossa”); aunque la arcilla también puede proceder de la acumulación de la matriz de la “raña” pliocena. La formación base calcárea viene representada por las calizas oolíticas, en disposición tabular, aunque éstas casi no afloran. La gran mayoría de las torcas o dolinas están ligadas, pues, a las calizas fisuradas de edad Jurásico Dogger, aunque también puede tratarse de formaciones calco-dolomíticos del Jurásico Lías inferior-medio, .
Las torcas, después de precipitaciones intensas, consiguen almacenar agua durante bastantes meses (incluso el año), generando numerosos manantiales surgentes desde el fondo de su lecho, a modo de charcas o lagunas manantiales (humedales de descarga). Pero, generalmente, el nivel freático, aunque está a poca profundidad, llega pocas veces a alimentar a las dolinas, por lo que, generalmente, se trata de sumideros constantes para la percolación de aguas hacia el manto subterráneo; y por ello, en sentido lato, se puede hablar de higrohumedales de recarga; mientras que sólo para los primeros casos de excepción, se trataría de humedales de descarga surgente (en sentido estricto). [García Mariana, 2004].
Por tanto, el hecho de mantenerse estas formaciones ”secas” durante periodos de años (en superficie, aunque húmedas en profundidad), ha motivado que muchas de ellas hayan sufrido la roturación para tierras de cultivo; produciéndose su erosión antrópica y degradación natural. 
No obstante, aunque estas dolinas y lagunas permanezcan normalmente “secas” en superficie, son los centros de recarga principales del sistema acuífero subterráneo de la zona (sistema Acuífero 24). Por ello condicionan la aparición de numerosas fuentes para la zona oriental del complejo (con altitudes inferiores); produciéndose aquí un mayor drenaje del agua subterránea infiltrada y producida por este complejo. Los manantiales con mayor caudal, se sitúan, por tanto, en el sector oriental (el Calzadito con 20 l/s, El Caracol con 36 l/s y Los Ojuelos con 30 l/s), algunos, en los alrededores del pueblo de Lezuza, emergiendo junto al cauce del mismo nombre.

## Importancia ecológica

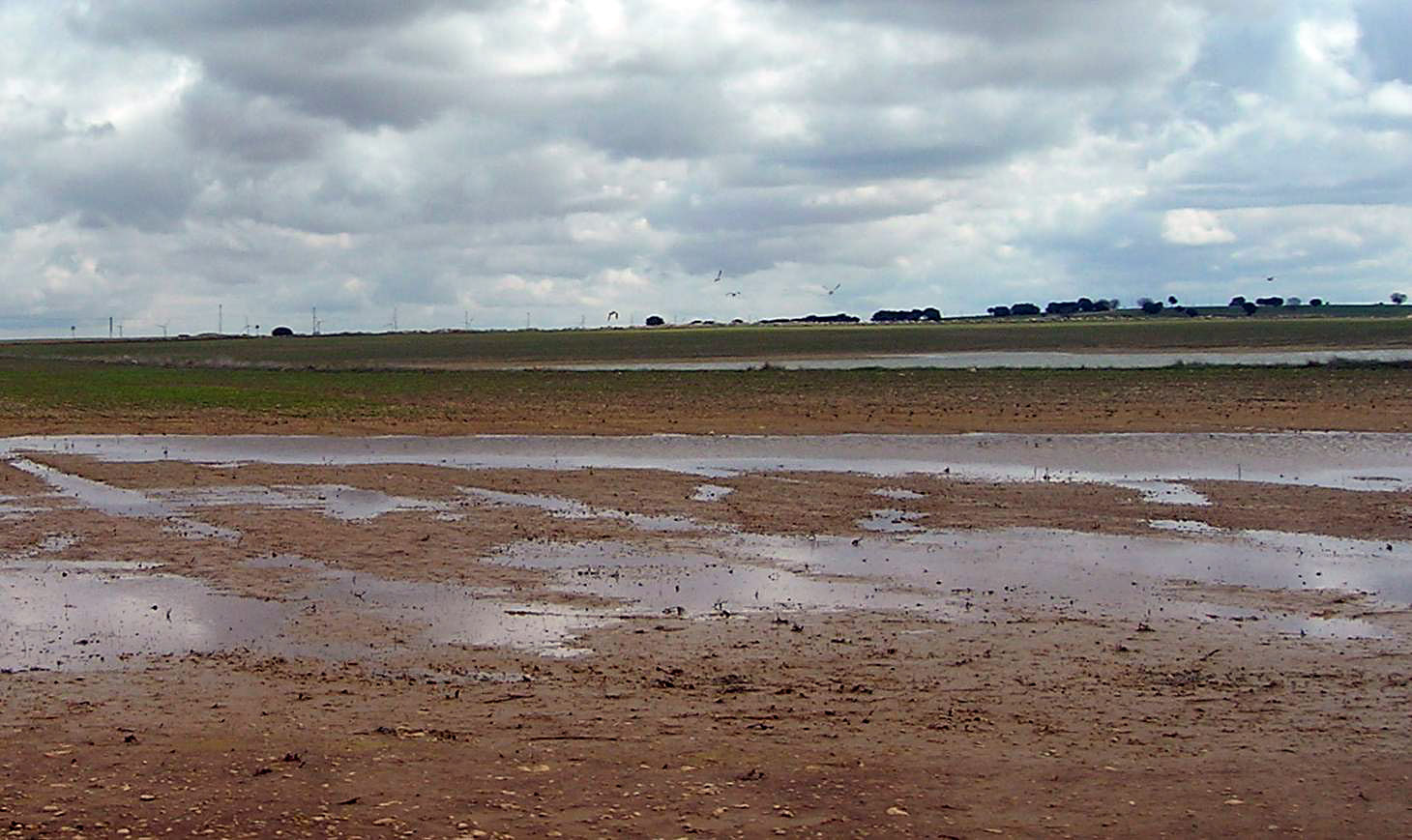
La Tabla de La Rabadana del Complejo lagunar de Navalcudia con avifauna; encharcamientos excepcionales, abril de 2010). La Mancha - España.

El complejo lagunar de Navalcudia-Susana, es además, lugar privilegiado de cría de avefrías, cigüeñelas, avocetas y ánades. También el lugar de descanso de aves migratorias de zonas húmedas como garzas reales, patos y limícolas. Sin mencionar, la alta concentración de las aves típicas esteparias de La Mancha (algunas de gran interés cinegético, como la famosa Perdiz Roja, la paloma torcaz, la tórtola o la codorniz); y entre otras, destacan el Sisón Común, el Alcaraván Común y la avutarda; en el triángulo comprendido entre El Ballestero, Viveros y El Bonillo, se ha llegado a censar una población de 131 Avutardas Comunes en verano y 180 individuos en primavera.
También atraídos por la gran diversidad de insectos, son abundantes los anfibios como sapos, sapillos, gallipatos y ranas.
Por otra parte, cerca se puede visitar las Salinas de Pinilla (junto al río homónimo), microrreserva creada por la Junta de Comunidades de Castilla-La Mancha, por sus endémicas especies de flora, aunque no menos interesante son las instalaciones salineras existentes, donde quedan vestigios aún de las antiquísimas que operaron durante el Imperio romano (junto a una vereda romana que las cruza). 
Actualmente, buena parte de estas lagunas y dolinas del enclave están catalogadas por la Sociedad Albacetense de Ornitología, como unas de las zonas húmedas principales de Albacete ("Lagunas del Bonillo 789-I"  y "Lagunas de El Ballestero 789-II" , por considerarlas de importancia para la cría de avifauna endémica y migratoria.

## Hidrología histórica: las primeras fuentes "LLOROSAS" del ANAS (“SURSUS ANAE”)

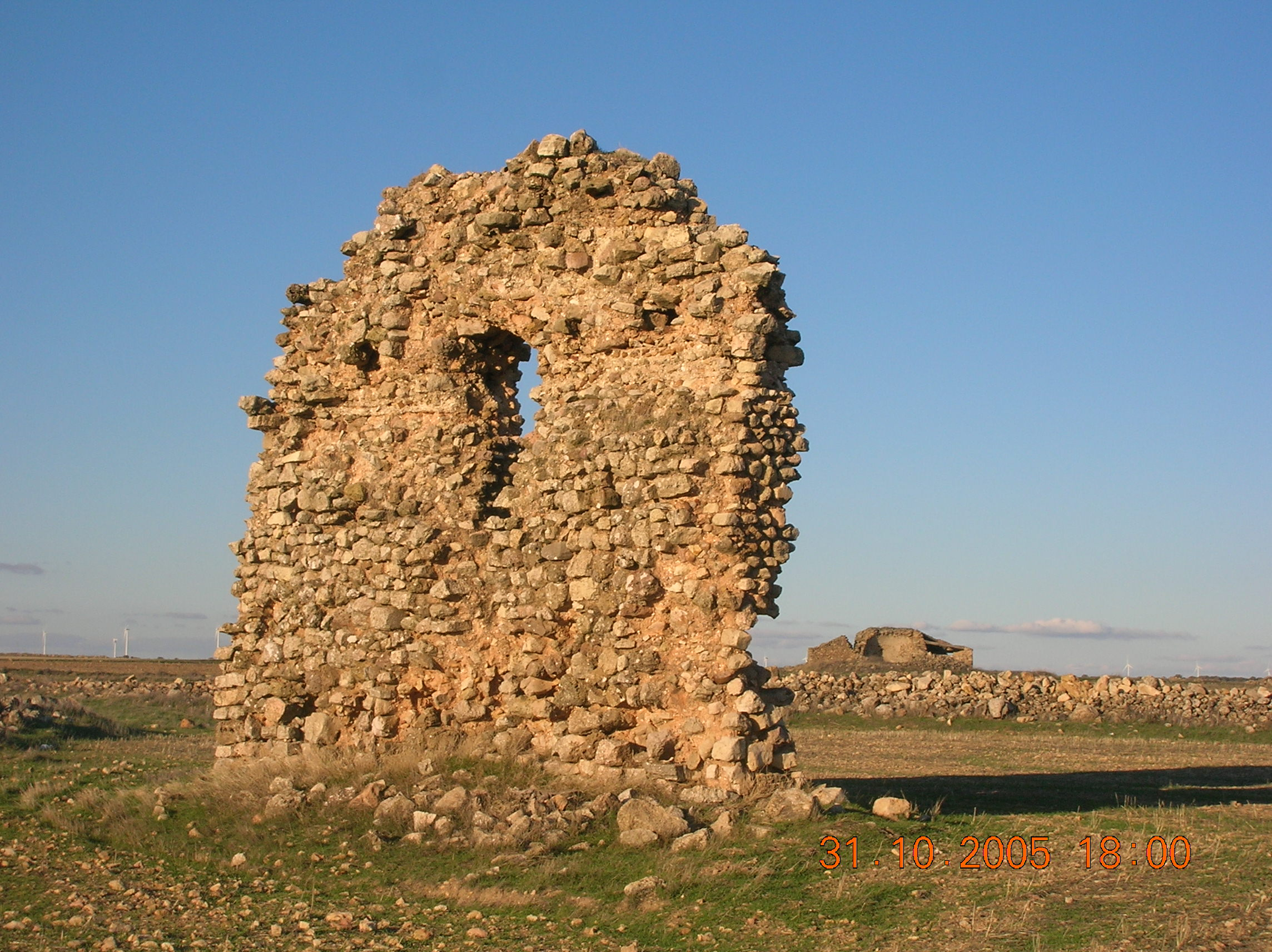
Ruinas de la iglesia de San Miguel de Susana, con la Casa Redonda al fondo, y junto a las dolinas pedregosas (La Mancha - España).

En el centro de este Complejo lagunar, al Sureste de Nava Redonda, encontramos las ruinas arqueológicas de 2 enclaves :
los restos de la fachada (todavía en pie), de la antigua iglesia (o ermita) de San Miguel de Susana, de la cual, tan poco queda de sus antecedentes históricos como de sus restos materiales. Y Susana, edificación que data del Imperio Romano (increíblemente mejor conservada), que parece ser se trata de una antigua posada conocida en el lugar como la Casa Redonda. Esta denominación hace referencia a su especial construcción, que asemeja a un garito circular (como de una playa), pero situada cerca del trazado de una calzada romana, que se cita como la antigua vereda que iba desde Libisosa (la actual Lezuza), hacia Laminio, atravesando estos altos, tranquilos y despejados lugares. Esta ruta ha sido identificada por varios investigadores como la A31 del Itinerario de Antonino, y en consecuencia, la referencia a la "Caput Fluminius Anae" , que se cita en dicho Itinerario, donde existiría una guarnición militar permanente a unos 14 km de Laminio (según la hipótesis de la Laminio oriental). Esta Caput Fluminius Anae coincidiría con la villa de El Bonillo.
Por otro lado, el término "susana", comprende dos partículas semánticas: "sus" y "ana". La primera derivada del adverbio latino "sursus" o "sursum" ("hacia arriba", "arriba"); y el segundo del genitivo singular "Anae" ("del Ana"). Por lo que viene a significar: "Ana (o Anas) surgente". Sin duda, relacionado con las primeras fuentes esporádicas (extraordinarias) del ibérico río Anas, a semejanza a como si éste llorara y se calmara periódicamente (fuentes llorosas), pero que los romanos a igual que el resto de las civilizaciones que por aquí vivieron, conservaron la etimología hasta nuestros días. Por lo que sería en Susana donde se situaría el verdadero (pero recóndito) nacimiento del río Guadiana.
También junto a Susana y junto a la fachada de San Miguel, se localiza la existencia de, al menos, 4 hoyas de dolinas con fondos pedregosos, de alta infiltración. Dos de estas hoyas presentan formas cuadrangulares, como si hubieran sido modificadas para el alojamiento de antiguas edificaciones. Incluso la Casa Redonda (que en realidad presenta forma de corona semicircular, en la forma de una media brida), de unos 75 m², aparece también como ubicada sobre otra dolina elíptica de unos 500 m² (no catalogada).
Por lo que, tanto desde el punto toponímico como topográfico como arqueológico, la zona reúne todos los requisitos para identificarse con los alrededores de la recóndita Caput de las fuentes historiográficas romanas. El lugar sirvió tanto para el asentamiento de poblados de pastores (aldeas de trashumancia) como de guarniciones de frontera, vigías para las tres vertientes existentes: río Lezuza, hacia el Este; río Alarconcillo, hacia el Oeste-Suroeste; y río Córcoles, hacia el Nornoroeste. La situación de Susana, por tanto, era clave como lugar de paso y posada para los numerosos viajeros que frecuentaban estos alrededores. Zona de recursos hidrológicos generosos,a la vez de frondosos pastos para el ganado y agricultura. Ejemplo de este asentamiento crucial, los encontramos en los numerosos restos de cerámica y monedas romanas que han ido apareciendo en el entorno. Junto a la posada de Susana, se encuentra también un pozo por explorar.
Sin duda que la Administración autonómica y local, dentro de sus competencias, deberían de hacer un esfuerzo por hacerse cargo con urgencia de estas ruinas, con el fin de estudiar, conservar y restaurar estos monumentos arquitectónicos, sin duda, de enorme relevancia, sin otro parangón conocido en la región.